# Jean-François Ducis

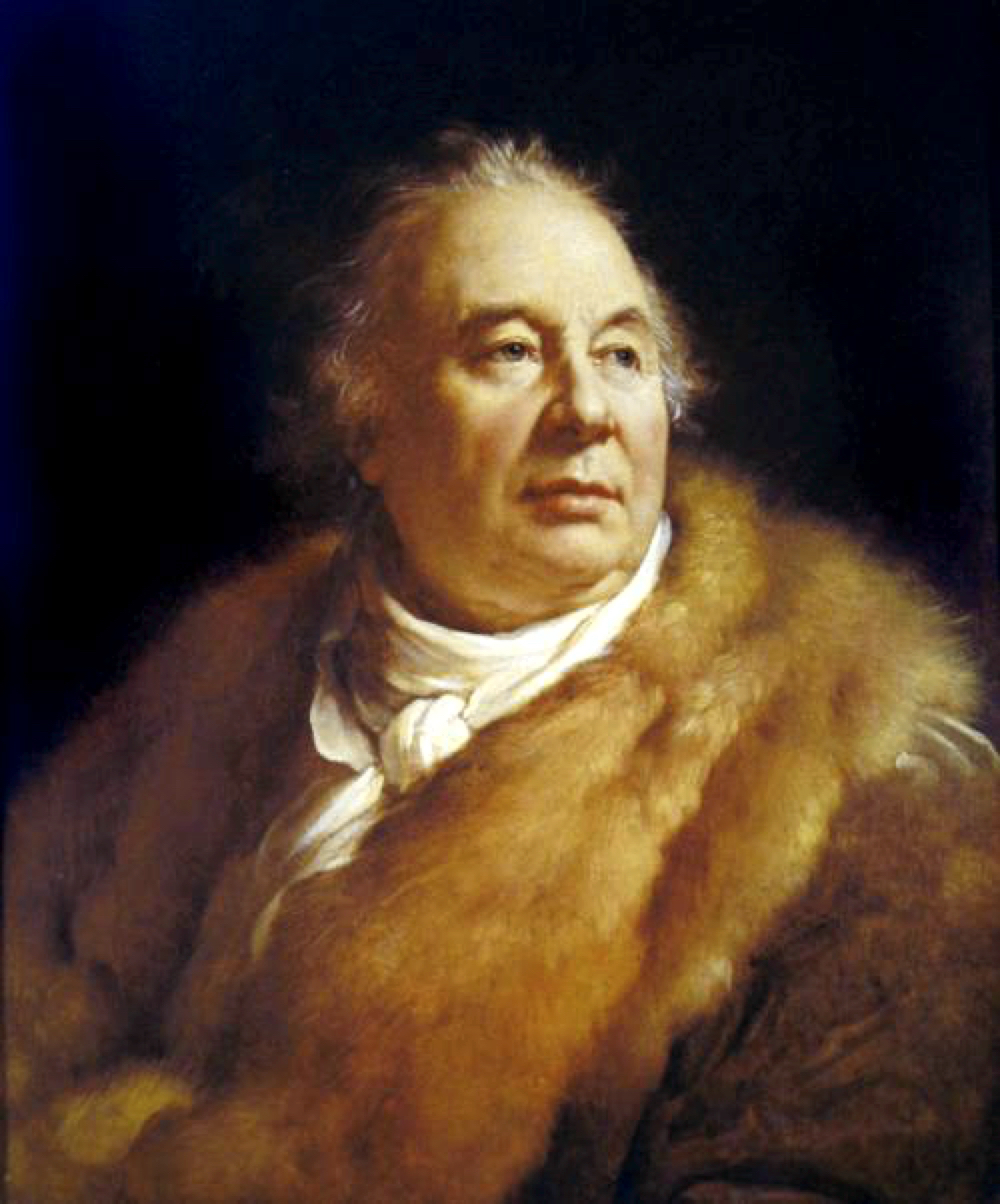
Jean-François Ducis

Jean-François Ducis (* 22. August 1733 in Versailles; † 31. März 1816 ebenda) war ein französischer Lyriker und Dramatiker. Er verfasste Bühnenbearbeitungen von sechs Dramen Shakespeares.

## Leben und Werk
Jean-François Ducis war ein Sohn des aus Savoyen stammenden Leinenhändlers Pierre Ducis und der Marie-Thérèse Rappe. Er wurde Sekretär des Marschalls von Belle-Isle, aber nach dessen Ernennung zum Kriegsminister (1758) von jeglicher Tätigkeit freigestellt, wobei er seinen Gehalt weiterhin in voller Höhe beziehen konnte.
1768 verfasste Ducis seine erste Tragödie, Amélise. Der Fehlschlag dieses ersten literarischen Versuchs wurde durch den Erfolg seines Hamlet (1769) und Roméo et Juliette (1772), Übersetzungen der beiden Shakespeare-Dramen Hamlet und Romeo and Juliet, ausgeglichen. Den Stoff seines 1778 veröffentlichten Werks Œdipe chez Admète schöpfte er aus Stücken der antiken griechischen Tragiker Euripides und Sophokles; es sicherte ihm 1779 den nach dem Tod Voltaires vakanten Sitz in der Académie française. Mit Le roi Lear (1783) und Macbeth (1784) übertrug er zwei weitere Dramen Shakespeares (King Lear und Macbeth) ins Französische, doch fand nur das erstere Werk enthusiastische Aufnahme.
Ducis, der Privatsekretär des Comte de Provence, nachmaligen König Ludwig XVIII., geworden war, zeigte sich dann für Freiheitsparolen sehr empfänglich, nahm aber an der Französischen Revolution keinen Anteil. 1791 erschien sein wenig Anklang findender Jean sans terre und im Folgejahr schließlich seine sechste und letzte Übersetzung einer Tragödie Shakespeares, Othello. Mit letzterem Werk konnte er wiederum, nicht zuletzt aufgrund der Kunst des mit ihm befreundeten Schauspielers François-Joseph Talma, großen Beifall  ernten. Ganz seiner eigenen Erfindung entstammte sodann sein 1795 verfasstes Drama Abufar, ou la famille arabe, das ebenfalls sehr erfolgreich war, während das Pendant dazu, Phédor et Waldamir, ou la famille de Sibérie (1801), vollständig durchfiel. Daraufhin schrieb er keine Bühnenstücke mehr.
Anfänglich war Ducis inzwischen ein Anhänger Napoleons geworden, zog sich aber unwillig nach Versailles zurück, als Bonaparte den Kaisertitel annahm und lehnte die jährlich 40.000 Francs eintragende Stelle eines Senators sowie jene eines Ritters der Ehrenlegion ab. Nach der Rückkehr der Bourbonen (1814) wurde er als bereits alter Mann von Ludwig XVIII. freundlich empfangen und nahm den Orden an, den er von Napoleon verschmäht hatte.  1816 starb er im Alter von 82 Jahren und wurde auf dem Friedhof Saint-Louis de Versailles beigesetzt.
Ducis hatte als Erster Stücke Shakespeares auf die französische Bühne gebracht. Da er der englischen Sprache nicht mächtig war, musste er sich der Übersetzungen von Pierre Letourneur (1737–1788) und Pierre-Antoine de La Place bedienen. Seine Übertragungen von Werken des großen englischen Dichters enthalten gegenüber den Originalen einschneidende Änderungen, unterdrücken Shakespeares Realismus sowie Charakterdarstellung und geben bloß die Handlung wieder. Diese glich Ducis dem klassizistischen und empfindsamen Geschmack seiner Zeit an. „Seine eigenen Stücke sind farblos“, wie im Lexikon der Weltliteratur geurteilt wird.
Als weitere Werke Ducis’ sind noch Le Banquet de l’amitié, ein Gedicht in vier Gesängen (1771), Au roi de Sardaigne, sur le mariage du prince de Piémont avec Mme Clotilde de France (1775), Discours de réception à l’académie française (1779), Épître à l’amitié (1786) und ein Recueil de poésies (1809) zu nennen. Seine Œuvres erschienen 1819–26 in vier Bänden; Œuvres posthumes gab Vincent Campenon 1826 heraus; Lettres de Jean François Ducis wurden von P. Albert 1879 publiziert.